# جلبون
قرية جلبون تقع في المنطقة الشرقية لمدينة جنين وتبعد عنها حوالي 12 كيلو متر، يبلغ عدد سكانها 2500 نسمة حسب إحصائيات 2000، تشتهر بزراعة الحبوب والبقوليات، الا انها تعرضت لسلب أراضيها من قبل قوات الاحتلال وقد سلب منها ما يقدر ب 8الاف دونم، وكانت معظمها أراضي مشجرة بالزيتون، يوجد بها مدرستان للذكور وللإناث، وفي التعليم حتى الثانوية العامة للفرع الأدبي، كما انه يوجد بها مجلس قروي.

## التسمية
عرفت في العهد الروماني باسم جلبوس، ويعتقد أن جلبون تحريف ل (نجالبونا) السامية بمعنى القوي والشجاع، أو تحريف لكلمة (جلبوع) الاسم القديم لجبال جلبون الواقعة في هذه الناحية.

## السكان
تقع إلى الشرق من مدينة جنين، وتبعد عنها 12كم. وترتفع عن سطح البحر 300 متراً. تبلغ مساحة اراضيها 9600 دونما يحيط بها أراضي قرى فقوعة وبيت قاد ودير أبو ضعيف والمغير. قدر عدد سكانها في عام 1922 (410) نسمة وعام 1945 (610) نسمة، وفي عام 1967 حوالي (819) نسمة وعام 1987 حوالي (1600) نسمة، وفي عام 1997 بلغوا (1860) نسمة وفي عام 2007 بلغو (2390)نسمة

## المؤسسات
يوجد في القرية ثلاث مدارس هي مدرسة ذكور جلبون الثانوية ومدرسة أناث جلبون الثانوية ومدرسة جلبون الأساسية المختلطة كما يوجد في القرية روضة للأطفال ومسجدين وومركز صحي بالأضافة إلى نادي رياضي وجمعيات أخرى تقدم الخدمات المختلفة للأهالي ولقد تم ضم قرية جلبون لبلدية مرج أبن عامر التي تتولى حاليا تقديم الخدمات للقرية بعد أن كان مجلس قروي يقوم بهذه المهمة.